# موسى دينسون
موسى دينسون (بالإنجليزية: Moses Denson)‏ هو لاعب كرة قدم أمريكية أمريكي، ولد في 6 يوليو 1944 في فريدنبيرغ في الولايات المتحدة.

## وصلات خارجية
- موسى دينسون على موقع مرجع كرة القدم المحترفة.كوم (الإنجليزية)